# 梅澤克峰

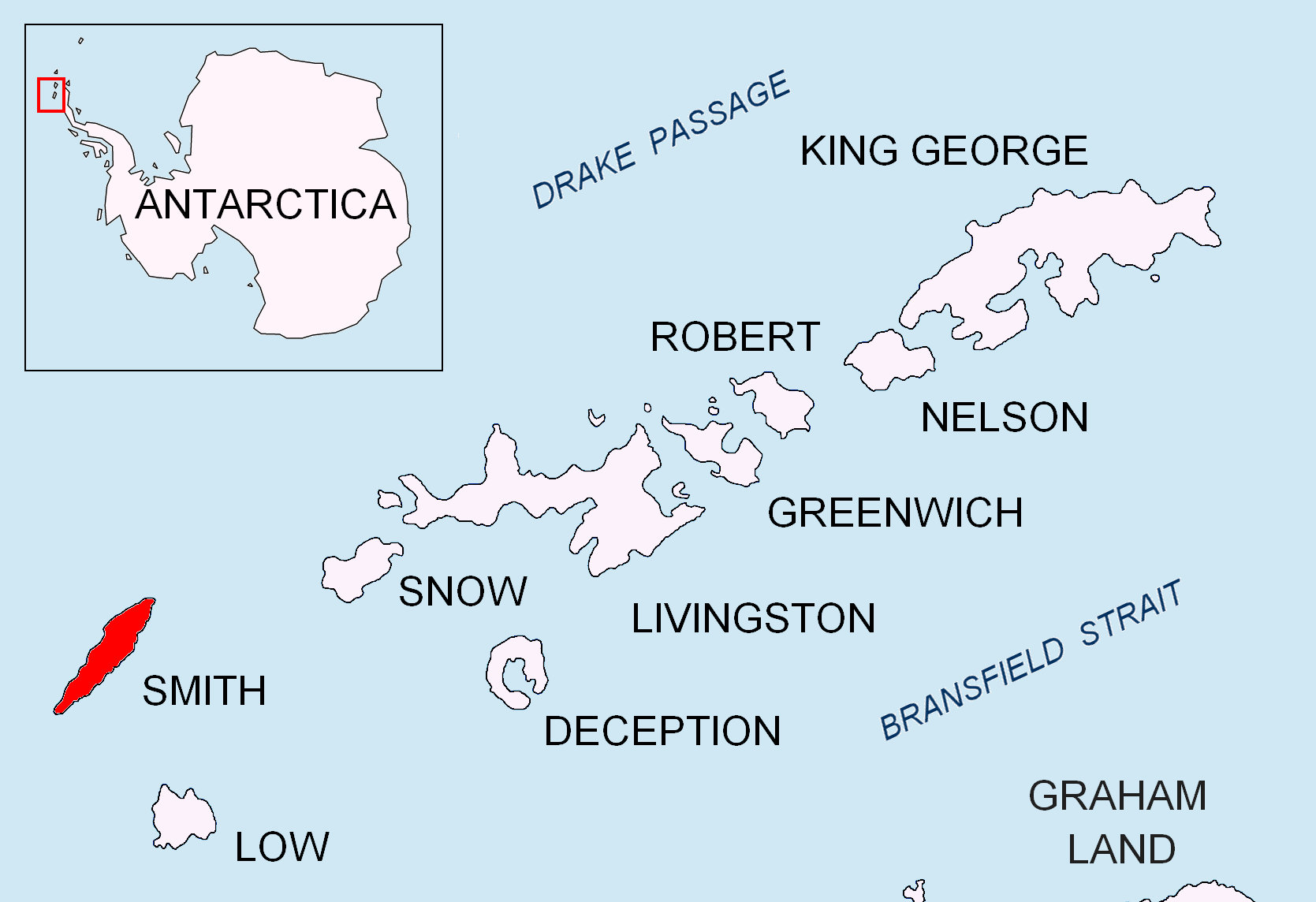

梅澤克峰（英語：Mezek Peak）是南極洲的山峰，位於南設得蘭群島的史密斯島，屬於伊梅昂山脈的一部分，海拔高度1,650米，處於皮斯加山以東1.07公里和克里斯蒂山西南面4.02公里。

## 外部連結
Mezek Peak. （页面存档备份，存于） SCAR Composite Gazetteer of Antarctica.
62°56′19″S 62°26′47″W / 62.93861°S 62.44639°W